# Grails
Grails — фреймворк для создания веб-приложений, написанный на скриптовом языке Groovy, который является одним из языков программирования с Java-подобным синтаксисом, работающим на платформе Java. Grails создан под сильным влиянием широко известного Ruby on Rails и основан на шаблоне «Модель-представление-поведение» (MVC). Фреймворк был создан с целью привлечь интерес пользователей к платформе Java и дать Java-разработчикам возможности для быстрого построения веб-приложений с лёгкостью и гибкостью, которая была недоступна прежде.
Разработка продукта ведётся с июля 2005. Первый релиз 0.1 был выпущен в марте 2006 г.

## Краткое описание
Grails разрабатывается с несколькими целями:
- Предоставить высокопродуктивный фреймворк для веб-разработки для платформы Java.
- Совместимость с проверенными технологиями Java, такими как Hibernate и Spring.
- Предложить непротиворечивый, единообразный фреймворк, что позволит избавиться от неопределённостей и упростит изучение.
- Документировать только те части фрэймворка, которые имеют значение для пользователей.
- Предложить пользователям то, что они хотят видеть в областях часто сложных и противоречивых:
  - Мощная и непротиворечивая поддержа персистенции (сохранности данных).
  - Мощные и лёгкие в использовании шаблоны страниц (view), использующие GSP (Groovy Server Pages).
  - Динамические библиотеки тегов для лёгкого создания компонентов веб-страниц.
  - Хорошая поддержка Ajax, легко расширяемая и настраиваемая под цели разработчика Grails — Ajax Архивная копия от 1 мая 2012 на Wayback Machine(библиотеки: jQuery (по умолчанию), Rico, Prototype, Dojo и YUI — с помощью плагинов).
- Предоставить примеры приложений, которые демонстрируют возможности данного фреймворка.
- Обеспечить режим разработки, включающий встроенный веб-сервер и автоматическую перегрузку ресурсов.

## Высокая производительность разработки
В Grails три характеристики значительно повышают производительность разработчика по сравнению с традиционной Java веб-разработкой:
- Отсутствие XML конфигураций
- Готовая к использованию среда разработки
- Функциональность, доступная благодаря использованию примесей (mixins)

## Установка и настройка
1) Скачайте с сайта Архивная копия от 21 мая 2021 на Wayback Machine архив с последней версией и разархивируйте его в место для таких программ.
2) Установите сначала Java JDK, а потом Groovy.
3) Для Windows:

а) Откройте командную строку(или терминал) "как Администратор" (cmd.exe) и введите для установки системной переменной GRAILS_HOME и добавления ее в системную переменную PATH:
```
setx
 
-m
 
GRAILS_HOME
 
"C:\Program Files\grails4"

setx
 
-m
 
path
 
"%path%;%GRAILS_HOME%\bin"

```

Закройте терминал.Теперь переменные установлены.
б) Или сделайте это вручную по пути : (правый клик мыши) на "Мой Компьютер" (Computer) - Свойства (Properties) - Расширенные системные настройки (Advanced system settings) - Дополнительно (Advanced) - Переменные среды (Environment Variables)
Для Linux в shell наберите для установки системной переменной и добавления ее в PATH:
```
export
 
GRAILS_HOME
=
/path/to/grails-4.0.10

export
 
PATH
=
"
$PATH
:
$GRAILS_HOME
/bin

```

4) Проверяем работу установленной Командной строки Grails Архивная копия от 1 мая 2012 на Wayback Machine: 
В командной строке наберите: grails -v
Должно появиться что-то подобное:
```
|
 
Grails
 
Version:
 
4
.0.10

|
 
Groovy
 
Version:
 
3
.0.8

|
 
JVM
 
Version:
 
16

```

Войти в интерактивный режим, для работы с фреймворком и набора команд, можно просто набрав grails в терминале.

## Фреймворк
Так как Grails был разработан согласно парадигме Модель-представление-поведение, то три составляющие этой парадигмы (модель, представление и контроллер) определяют работу этого фреймворка.
Для создания проекта можно использовать - командную строку для Grails Архивная копия от 1 мая 2012 на Wayback Machine с командой:
```
grails create-app my-project-name
```

Эта команда grails запустит проект на встроенном веб-сервере который будет доступен по адресу http://localhost:8080/ Архивная копия от 15 февраля 2013 на Wayback Machine:
```
grails run-app
```

### Контроллер
Grails использует контроллеры для определения как себя будет вести представление. Пример контроллера:
```
 
class
 
BookController
 
{

    
def
 
list
()
 
{

       
[
 
books:
 
Book
.
findAll
()
 
]

    
}

 
}

```

Контроллер имеет метод list который возвращает все книги из базы данных, взятые у модели Book.
Для создания контроллера из командной строки используется команда grails:
```
grails create-controller BookController
```

Это команда создаёт контроллер с именем BookController в каталоге grails-app/controllers проекта. Для вызова метода list нужно вызвать http://localhost:8080/book/list.

### Модель
Модель в Grails отображается на базу данных используя GORM Архивная копия от 1 мая 2012 на Wayback Machine (Grails Object Relational Mapping). Классы модели хранятся в каталоге проекта grails-app/domain и могут быть созданы командой grails:
```
grails create-domain-class Book
```

Пример созданного класса модели:
```
 
class
 
Book
 
{

    
String
 
title

    
Person
 
author

 
}

```

Механизм сохранения данных в GORM реализован через Hibernate. Таким образом база данных может быть спроецирована в GORM классы используя стандартные Hibernate mapping Архивная копия от 16 июля 2011 на Wayback Machine файлы.

### Представление
Grails поддерживает JSP и GSP. Пример ниже показывает пример страницы GSP которая отображает
список книг в модели, через метод findAll, которую предоставил контроллер в методе list:
```
<html>

  
<head>

    
<title>
Our
 
books
</title>

  
</head>

  
<body>

    
<ul>

      
<g:each
 
in=
"${books}"
>

        
<li>
${it.title}
 
(${it.author.name})
</li>

      
</g:each>

    
</ul>

  
</body>

</html>

```

## Скаффолдинг
Скаффолдинг - метод генерации методов CRUD для выборки данных из БД:
```
class
 
SomeController
 
{

    
static
 
scaffold
 
=
 
Book

}

```

Открыв в браузере http://localhost:8080/book можно получить CRUD интерфейс для всех операций над сущностью.

## Интеграция с Java
Grails сделан как часть платформы Java, и это означает, что его очень легко можно использовать вместе с Java библиотеками, фреймворками и существующей базой кода.

## Кем используется
Компанией SAP на базе Groovy/Grails разрабатывается фреймворк Composition On Grails для быстрой разработки веб приложений для платформы SAP NetWeaver 7.1 CE, который включает в себя SAP-специфичные расширения для Web Dynpro, Enterprise Web Services и BAPI.

## Журнал
- GroovyMag for Groovy and Grails developers